# 連環計
連環計（れんかんけい、れんかんのけい）とは、中国の兵法書に挙げられる兵法の一つで、複数の計で大きな効果を狙ったり、複数の勢力を連立させる等して敵内部に弱点や争点をつくりだし足の引っ張り合いをさせる兵法である。

## 兵法書『三十六計』の記述
中国の兵法書『兵法三十六計』では、その第三十五計に挙げられ、「将多く兵衆ければ、以て敵すべからず。其れをして自ら累れしめ、以て其の勢いを殺ぐ。師に在りて中するは吉にして、天寵を承くるなり。」（將多兵衆、不可以敵。使其自累、以殺其勢。在師中吉、承天寵也。）と規定されている。つまり、「（敵の）将兵が多ければ、（正面から）敵対してはならない。敵を自ら疲弊させ、勢力をそぐようにする。自軍にいながら（適切な）計略を用いるのが良く、（時勢に鑑みて）天運を受けるのである」とある。
真正面から敵に当たらず、敵の情勢を観察して、種々の計略を用い、敵に仲違い・内紛等を生じさせて勢力をそぎ、勝利を得る作戦である。

## 具体例
南宋の将・畢再遇は、金軍との戦いの際、幾度も進軍・退却を繰り返して、敵軍を疲弊させ、日没後に、自軍の陣地に香料で煮た黒豆を撒いてから、偽りの敗走をして敵軍を誘い込んだ。追撃してきた金軍の馬は、連戦で空腹になっており、一斉に地面に撒かれた豆を食べはじめ、将兵が鞭打っても進まなくなった。そこに、畢再遇軍が引き返して反撃し、勝利を得た。

## 三国志演義
小説『三国志演義』には、二度「連環計」が出て来る。

### 董卓暗殺
後漢の司徒であった王允は、専横を極める相国の董卓を亡き者にするため、「連環計」を謀る。まず、絶世の美女として知られる娘の貂蝉を、董卓とその側近たる最強の猛将呂布の元に送りこみ、二人を貂蝉の虜にした(美人計)。その後、貂蝉を巡って両者を仲違いさせ（離間計）、呂布を説き伏せて董卓を殺害させた。

### 赤壁の戦い
赤壁の戦いにおいて、孫権・劉備連合軍が、敵対する曹操軍の船団を火攻めにする計略を巡らせているところへ、蔣幹が案内した龐統が「連環計」を献策する。曹操軍に潜り込んだ龐統は、曹操に船酔い対策として軍船同士を鎖で繋げることを進言し、曹操の船団が容易に動けないようにしむけた。
また、連合軍は将軍の黄蓋を偽りの棒叩きの刑に処した。これを連合軍に潜入していたスパイの蔡中らに見せつけて虚偽の情報を流し（反間計）、曹操軍へ黄蓋の偽装投降を信じこませた（苦肉計）。その後、潜入した黄蓋たちは曹操の船団に火を点けた。鎖で繋がれている曹操の船団は燃え上がり、連合軍は曹操軍を大破した。

## 注・出典
1. ↑  『歴代名将用兵方略』「宋」
2. ↑  「赤壁の戦い」では、単に〝敵船同士を鎖（連環）で繋ぎ止める〟ことを「連環計」と呼んでいる。ただし、これにより火計に対しての弱点を作り出し、続く「反間計」と「苦肉計」で火攻めを成功させるまでの〝一連の計略〟も「連環計」となっている。